# Regeringen von Otter
Regeringen von Otter var Sveriges Regering fra 1900 til 1902. Ministeriet var udnævnt af kong Oscar 2. af Sverige.
Selv om nogle af ministrene havde tilsluttet sig politiske partier, så var regeringen en embedsmandsregering.

## Statsminister
Fredrik von Otter var statsminister og leder af Kunglig Majestäts kansli. Han var partiløs.

## Andre ministre

### Udenrigsministre
- Alfred Lagerheim (1899–1904), partiløs.

### Justitsministre
- Ludvig Annerstedt (1896–1901), minoritetspartiet (konservativt).
- Hjalmar Hammarskjöld (1901–1902), partiløs.

### Søforsvarsministre
- Gerhard Dyrssen (1898–1901), partiløs.
- Louis Palander (1901–1905), partiløs.

### Konsultative statsråd
- Hjalmar Hammarskjöld (1900–1901), partiløs.